# Najat El Hachmi
Najat El Hachmi (Beni Sidel, Marruecos, 2 de julio de 1979) es una escritora española de origen marroquí. Licenciada en filología árabe por la Universidad de Barcelona, obtuvo el Premio Ramon Llull de novela en 2008 por L'últim patriarca (El último patriarca). Con anterioridad había escrito el ensayo, Jo també sóc catalana (2004), en el que trata sobre la integración en la cultura catalana de los inmigrantes y en 2015 ganó el Premio Sant Joan de narrativa. También ha sido colaboradora en diversos medios de comunicación como Catalunya Ràdio, El 9 Nou de Vic (Barcelona) y en La Vanguardia.

## Biografía y trayectoria literaria
Nació en el pueblo marroquí de Beni Sidel y a los ocho años se trasladó a Vich (Barcelona) donde residía su padre, que emigró a Cataluña antes de que ella naciera. En Vich creció y realizó su formación académica hasta llegar a la Universidad de Barcelona donde estudió filología árabe.
También tuvo diversas ocupaciones: empleada de la limpieza, cocinera, monitora de deportes y mediadora de la Delegación de Enseñanza de Vich donde trabajaba cuando presentó en 2004 su primer libro: Yo también soy catalana. Escrito en catalán y posteriormente traducido al español, se trata de un texto autobiográfrico en el que abordó en profundidad su experiencia como inmigrante, la cuestión de la identidad y su proceso de arraigo en Cataluña, la lengua, la religión, las mujeres, el sentimiento de pérdida hacia Marruecos y su relación con el país de adopción.
Escribe desde los once años, al principio como entretenimiento, pero poco a poco la escritura se fue convirtiendo en una vía para canalizar la inquietud de sentirse de dos sitios a la vez y en una manera de acercar estos dos mundos a los que pertenece.
El éxito le llegó en 2008 con El último patriarca que recibió el Premio Ramon Llull, el Prix Ulysse a la primera novela 2009 y fue finalista del Prix Méditerranée Étranger 2009. En el libro la autora ajusta cuentas con el machismo y la violencia de los jefes de familia anclados en el conservadurismo y la tradición por encima de todo, en contraposición con la historia de su hija, joven que busca la libertad desprendiéndose de un legado social que no ha elegido. El libro ha sido traducido a numerosas lenguas, entre ellas el inglés, francés, italiano, portugués, turco, rumano y árabe.
En 2011 publicó La cazadora de cuerpos en el que la escritora dio un giro a su obra con una novela erótica en la que relata la historia de una mujer que necesita cazar todo tipo de cuerpos –inmigrantes, compañeros de trabajo, ligues de discoteca o un revisor del tren, entre otros– para liberarse.
El octubre de 2012 firmó, junto con un centenar de profesionales, un manifiesto a favor del federalismo en Cataluña y en 2015 apoyó a la confluencia de izquierdas Catalunya Sí que es Pot.
En 2015 publicó La hija extranjera con la que logró el Premio Sant Joan de novela, el tercer galardón literario mejor dotado en catalán y cuyo argumento se centra en el conflicto de identidades entre una madre y una hija.
En 2021 ganó el premio Nadal, con la  novela El lunes nos querrán.
En 2023 fue elegida por el Ayuntamiento de Barcelona para dar el pregón de las Fiestas de la Mercè.

## Publicaciones
- 2004: Yo también soy catalana. Jo també sóc catalana. Editorial Columna. ISBN 84-664-0424-4
- 2008: El último patriarca. L'últim patriarca. Editorial Planeta. ISBN 978-84-9708-185-6
- 2008: L'home que nedava, relato en la recopilación El llibre de la Marató. Vuit relats contra les malalties mentals greus. Editorial Columna. ISBN 9788466409643
- 2011: La cazadora de cuerpos.La caçadora de cossos. Planeta ISBN 9788408098775
- 2015: La hija extranjera. La filla estrangera. Planeta ISBN 9788423349968
- 2018: Madre de leche y miel. Ediciones Destino."Mare de llet I mel" Edicions 62
- 2019: Siempre han hablado por nosotras. Ediciones Destino. ISBN 9788423356041
- 2021: El lunes nos querrán. Ediciones Destino.
- 2023: Mère de lait et de miel édition Verdier. ISBN 2378561598.

## Premios
- 2008 Premio Ramon Llull de novela, por L'últim patriarca.
- 2009 Prix Ulysse, por Le Dernier Patriarche.
- 2015 Premio Sant Joan de Narrativa, por La filla estrangera.
- 2015 Premio Ciutat de Barcelona por La filla estrangera.
- 2021 Premio Nadal, por El lunes nos querrán.
- 2021 Premio de Periodismo María Luz Morales, por su artículo de opinión "Confinadas de por vida".[11]
- 2025 Premio de Mujeres Progresistas de Retiro en su  VIII edición.[12]

| Predecesor: Gabriel Janer Manila | Premio Ramon Llull de novela 2008 | Sucesor: Carles Casajuana Palet |